# Suchosaurus

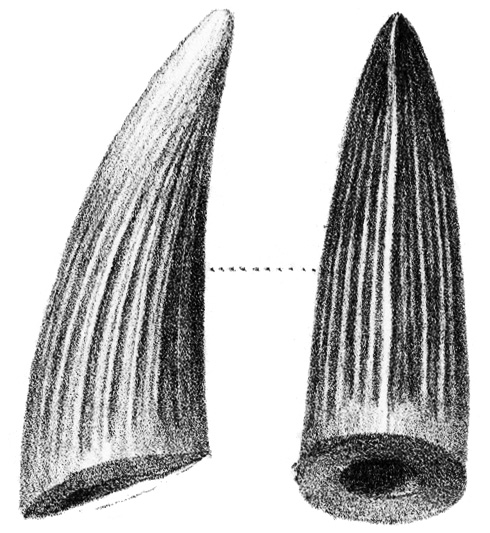
De tand van Suchosaurus "laevidens" uit Owen (1884)

Suchosaurus is een geslacht van vleesetende theropode dinosauriërs, behorend tot de Spinosauroidea, dat tijdens het vroege Krijt leefde in het gebied van het huidige Engeland.
Rond 1820 verwierf de Britse arts Gideon Mantell een aantal tanden van Spinosauridae, gevonden bij Cuckfield in de Wadhurst Clay van East Sussex, deel van een partij met het huidige inventarisnummer BMNH R36536. In 1822 meldde hij die als behorend tot krokodillen, na een identificatie door William Clift. In 1824 werden ze vermeld en geïllustreerd door Georges Cuvier en beschouwd als die van een of andere uitgestorven krokodil. De illustratie is de eerste van een spinosauride fossiel. In 1827 beschreef Mantell nog meer tanden, een ervan het huidige specimen BMNH R4415, en wees op de overeenkomsten met Teleosaurus en Gavialis. Sommige van deze laatste tanden zijn tegenwoordig geïnventariseerd onder BMNH R36536.
In 1841 benoemde Richard Owen voor BMNH R36536 een apart ondergeslacht: Crocodylus (Suchosaurus) cultridens; in dezelfde publicatie gebruikte Owen overigens de soortnaam Crocodilus cultridens voor dezelfde tanden. De subgenusnaam is afgeleid van het Oudgrieks σοῦχος, souchos, de naam van de Egyptische krokodil(lengod). Het toeval wil dat spinosauriden inderdaad krokodilachtige snuiten hebben maar daar was Owen zich niet van bewust. De soortaanduiding is afgeleid van het Latijn culter, "dolk", en dens, "tand". Het taxon werd na 1842 als een vol geslacht Suchosaurus gebruikt. In 1842 en 1878 wees Owen wervels aan het geslacht toe, die echter vermoedelijk niets met de tanden van doen hebben en afkomstig lijken te zijn van Ornithischia. In 1854 wees hij nog een stuk tand toe. In 1884 had Owen het in een bijschrift van een illustratie over een Suchosaurus laevidens maar dat berustte vermoedelijk op een verschrijving. In 1888 wees Richard Lydekker tanden toe.
De tanden hebben een typisch spinosauride vorm: ze zijn langgerekt, kegelvormig, iets naar achteren gebogen en hebben verticale groeven.

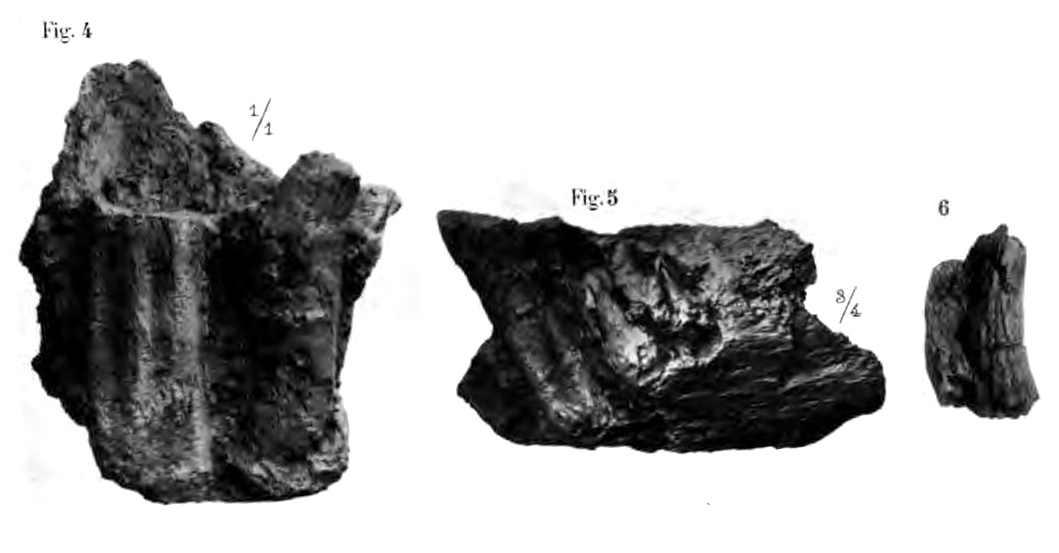
Een stuk kaak en tand van S. girardi

In 1897 benoemde Henri-Émile Sauvage een tweede soort: Suchosaurus girardi, gebaseerd op twee onderkaakfragmenten (huidige specimen MG324) en een tand, in Portugal gevonden door Paul Choffat. De tand werd lang als verloren beschouwd maar is in 2013 gerapporteerd als specimen MNHN/UL.I.F2.176.1, deel van resten die na een brand in 1978 geborgen konden worden. De soortaanduiding eert Albert Girard.
Gedurende de negentiende en vrijwel de gehele twintigste eeuw werd Suchosaurus meestal als een obscure krokodilachtige beschouwd, hoewel Owen zelf ook een verband legde met de dinosauriërs. Eind twintigste eeuw echter begreep Angela Milner dat de tanden sterk leken op de mede door haar beschreven Baryonyx. Dit meldde ze in 2003. Een identiteit zou betekenen dat de veel eerder benoemde Suchosaurus boven die laatste prioriteit zou hebben. Een klein verschil bestaat hierin dat de tanden die aan Suchosaurus zijn toegewezen gemiddeld wat sterker afgeplat zijn maar dat kan ook op toeval berusten daar de afplatting bij Baryonyx afhangt van de precieze positie in de kaak. Daarbij zijn althans de oorspronkelijke tanden uit Cuckfield ouder dan Baryonyx daar ze uit het Valanginien stammen in plaats van het Barremien. Een ander argument tegen een gelijkstelling is het feit dat de tanden ook niet te onderscheiden zijn van de Afrikaanse Cristatusaurus en Suchomimus. Dat zou betekenen dat Suchosaurus een nomen dubium is, tenzij ook Cristatusaurus en Suchomimus identiek zijn. Weliswaar tonen deze laatste vormen slechts weinig onderscheidende kenmerken ten opzichte van Baryonyx maar de uiterste consequentie om ze alle bij Suchosaurus onder te brengen heeft nog niemand durven nemen. Overigens behoren ook de Portugese resten tot de Baryonychinae net als S. cultridens zelf.